# UTC+5:45
UTC+5:45 vremenska je zona koja se koristi samo u Nepalu. U upotrebi je od 1986. godine. To je približno Srednje vrijeme Katmandua, tj. oko 5 sati i 45 minuta ispred Srednjeg griničkog vremena. Prije 1986. se koristilo UTC+5:40. Prije toga koristio se UTC-4.

## Kao standardno vrijeme (cijelu godinu)
- Nepal